# Dischistocalyx epiphyticus
Dischistocalyx epiphyticus är en akantusväxtart som beskrevs av Gustav Lindau. Dischistocalyx epiphyticus ingår i släktet Dischistocalyx och familjen akantusväxter. Inga underarter finns listade i Catalogue of Life.